# Remarul 16 Februarie

Logo Remarul 16 Februarie

Remarul 16 Februarie este o companie din Cluj care se ocupă cu construcția și repararea materialului rulant feroviar. Uzinele de material rulant au fost înființate în anul 1870, odată cu inaugurarea căii ferate Oradea–Cluj.

## Servicii
Pe lângă serviciile de reparații, compania fabrică piese de schimb pentru materialul rulant, pistoane, cârlige de tracțiune, arcuri pentru locomotivele diesel hidraulice.
Furnizorii de materie primă ai companiei sunt firmele Inda Craiova, Softronic Craiova, Caterpillar, Integral Consulting R&D București, Voith AG, Knorr Bremse AG.

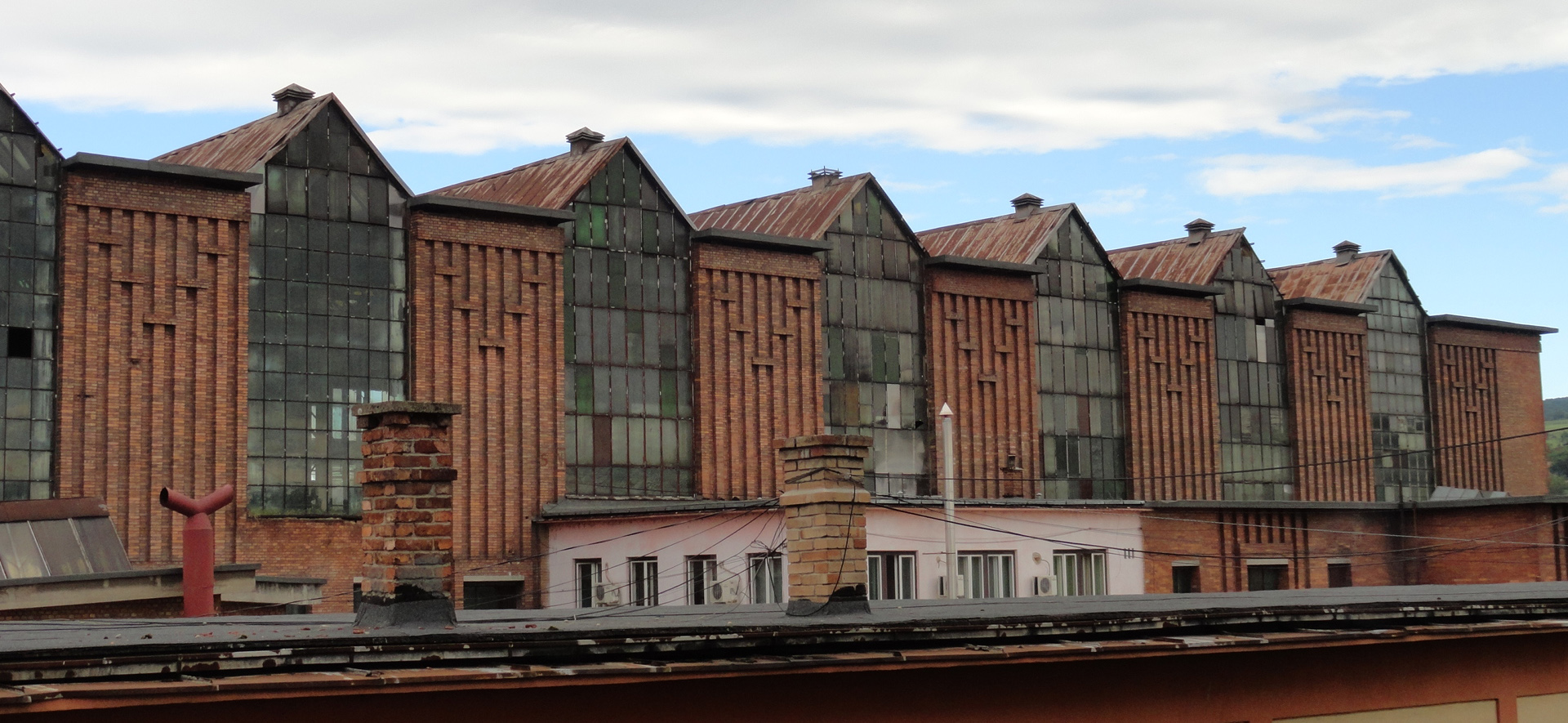
Fabrica Remarul 16 Februarie

În urma achiziționării în noiembrie 2010 a unei licențe de producție de la Bombardier Transportation, Remarul 16 Februarie va construi și modelul de tren regional AGC pentru piețele din România, Grecia, Bulgaria, Croația, Serbia și Bosnia sau Muntenegru.
Principalii acționari ai companiei sunt Monica Băiculescu cu 31,51% și Transferoviar Grup SA cu 32,96%.
Titlurile companiei se tranzacționează la categoria de bază a pieței Rasdaq, sub simbolul REFE.
În decembrie 2006 compania a achiziționat Metalurgica Aiud, societate specializată pe producția de utilaje pentru metalurgie și construcții metalice.
Număr de angajați în 2009: 560
Rezultate financiare (milioane euro):
| Anul             | 2008 | 2007      |
| ---------------- | ---- | --------- |
| Cifra de afaceri | 47,2 |           |
| Profit net       | 3,8  | 1,3 (RON) |